# Bengt Palmquist
Bengt Valdemar Palmquist (4 de abril de 1923-26 de noviembre de 1995) fue un deportista sueco que compitió en vela en la clase Dragon. Participó en tres Juegos Olímpicos de Verano, obteniendo una medalla de oro en Melbourne 1956 en la clase Dragon.

## Palmarés internacional
| Juegos Olímpicos | Juegos Olímpicos      | Juegos Olímpicos | Juegos Olímpicos |
| Año              | Lugar                 | Medalla          | Clase            |
| ---------------- | --------------------- | ---------------- | ---------------- |
| 1956             | Melbourne (Australia) | Medalla de oro   | Dragon           |